# Llista d'asteroides/137501-137600
| Nom      | Designació provisional | Data de descobriment   | Lloc de descobriment | Descobridor/s                    |
| -------- | ---------------------- | ---------------------- | -------------------- | -------------------------------- |
| 137501 - | 1999 VE15              | 2 de novembre de 1999  | Kitt Peak            | Spacewatch                       |
| 137502 - | 1999 VP19              | 10 de novembre de 1999 | Višnjan Observatory  | K. Korlević                      |
| 137503 - | 1999 VZ19              | 10 de novembre de 1999 | Višnjan Observatory  | K. Korlević                      |
| 137504 - | 1999 VO21              | 12 de novembre de 1999 | Višnjan Observatory  | K. Korlević                      |
| 137505 - | 1999 VZ21              | 12 de novembre de 1999 | Višnjan Observatory  | K. Korlević                      |
| 137506 - | 1999 VA22              | 12 de novembre de 1999 | Višnjan Observatory  | K. Korlević                      |
| 137507 - | 1999 VH23              | 8 de novembre de 1999  | Majorca              | R. Pacheco, À. López             |
| 137508 - | 1999 VV27              | 3 de novembre de 1999  | Catalina             | CSS                              |
| 137509 - | 1999 VA29              | 3 de novembre de 1999  | Socorro              | LINEAR                           |
| 137510 - | 1999 VL30              | 3 de novembre de 1999  | Socorro              | LINEAR                           |
| 137511 - | 1999 VW32              | 3 de novembre de 1999  | Socorro              | LINEAR                           |
| 137512 - | 1999 VZ33              | 3 de novembre de 1999  | Socorro              | LINEAR                           |
| 137513 - | 1999 VY35              | 3 de novembre de 1999  | Socorro              | LINEAR                           |
| 137514 - | 1999 VG37              | 3 de novembre de 1999  | Socorro              | LINEAR                           |
| 137515 - | 1999 VC38              | 3 de novembre de 1999  | Socorro              | LINEAR                           |
| 137516 - | 1999 VY41              | 4 de novembre de 1999  | Kitt Peak            | Spacewatch                       |
| 137517 - | 1999 VT42              | 4 de novembre de 1999  | Kitt Peak            | Spacewatch                       |
| 137518 - | 1999 VA43              | 4 de novembre de 1999  | Kitt Peak            | Spacewatch                       |
| 137519 - | 1999 VW43              | 1 de novembre de 1999  | Catalina             | CSS                              |
| 137520 - | 1999 VP44              | 4 de novembre de 1999  | Catalina             | CSS                              |
| 137521 - | 1999 VZ46              | 4 de novembre de 1999  | Socorro              | LINEAR                           |
| 137522 - | 1999 VD48              | 3 de novembre de 1999  | Socorro              | LINEAR                           |
| 137523 - | 1999 VJ49              | 3 de novembre de 1999  | Socorro              | LINEAR                           |
| 137524 - | 1999 VM49              | 3 de novembre de 1999  | Socorro              | LINEAR                           |
| 137525 - | 1999 VM50              | 3 de novembre de 1999  | Socorro              | LINEAR                           |
| 137526 - | 1999 VB51              | 3 de novembre de 1999  | Socorro              | LINEAR                           |
| 137527 - | 1999 VA52              | 3 de novembre de 1999  | Socorro              | LINEAR                           |
| 137528 - | 1999 VP54              | 4 de novembre de 1999  | Socorro              | LINEAR                           |
| 137529 - | 1999 VR54              | 4 de novembre de 1999  | Socorro              | LINEAR                           |
| 137530 - | 1999 VH58              | 4 de novembre de 1999  | Socorro              | LINEAR                           |
| 137531 - | 1999 VX58              | 4 de novembre de 1999  | Socorro              | LINEAR                           |
| 137532 - | 1999 VL59              | 4 de novembre de 1999  | Socorro              | LINEAR                           |
| 137533 - | 1999 VQ61              | 4 de novembre de 1999  | Socorro              | LINEAR                           |
| 137534 - | 1999 VT61              | 4 de novembre de 1999  | Socorro              | LINEAR                           |
| 137535 - | 1999 VE62              | 4 de novembre de 1999  | Socorro              | LINEAR                           |
| 137536 - | 1999 VC63              | 4 de novembre de 1999  | Socorro              | LINEAR                           |
| 137537 - | 1999 VR66              | 4 de novembre de 1999  | Socorro              | LINEAR                           |
| 137538 - | 1999 VJ67              | 4 de novembre de 1999  | Socorro              | LINEAR                           |
| 137539 - | 1999 VD69              | 4 de novembre de 1999  | Socorro              | LINEAR                           |
| 137540 - | 1999 VE69              | 4 de novembre de 1999  | Socorro              | LINEAR                           |
| 137541 - | 1999 VN70              | 4 de novembre de 1999  | Socorro              | LINEAR                           |
| 137542 - | 1999 VQ70              | 4 de novembre de 1999  | Socorro              | LINEAR                           |
| 137543 - | 1999 VW70              | 4 de novembre de 1999  | Socorro              | LINEAR                           |
| 137544 - | 1999 VG72              | 12 de novembre de 1999 | Xinglong             | BAO Schmidt CCD Asteroid Program |
| 137545 - | 1999 VP75              | 5 de novembre de 1999  | Kitt Peak            | Spacewatch                       |
| 137546 - | 1999 VY76              | 5 de novembre de 1999  | Kitt Peak            | Spacewatch                       |
| 137547 - | 1999 VZ76              | 5 de novembre de 1999  | Kitt Peak            | Spacewatch                       |
| 137548 - | 1999 VE77              | 5 de novembre de 1999  | Kitt Peak            | Spacewatch                       |
| 137549 - | 1999 VW77              | 3 de novembre de 1999  | Socorro              | LINEAR                           |
| 137550 - | 1999 VV78              | 4 de novembre de 1999  | Socorro              | LINEAR                           |
| 137551 - | 1999 VL84              | 6 de novembre de 1999  | Kitt Peak            | Spacewatch                       |
| 137552 - | 1999 VG85              | 6 de novembre de 1999  | Kitt Peak            | Spacewatch                       |
| 137553 - | 1999 VY85              | 4 de novembre de 1999  | Socorro              | LINEAR                           |
| 137554 - | 1999 VA86              | 4 de novembre de 1999  | Socorro              | LINEAR                           |
| 137555 - | 1999 VE86              | 4 de novembre de 1999  | Socorro              | LINEAR                           |
| 137556 - | 1999 VA89              | 4 de novembre de 1999  | Socorro              | LINEAR                           |
| 137557 - | 1999 VH89              | 4 de novembre de 1999  | Socorro              | LINEAR                           |
| 137558 - | 1999 VY89              | 5 de novembre de 1999  | Socorro              | LINEAR                           |
| 137559 - | 1999 VE90              | 5 de novembre de 1999  | Socorro              | LINEAR                           |
| 137560 - | 1999 VL92              | 9 de novembre de 1999  | Socorro              | LINEAR                           |
| 137561 - | 1999 VH94              | 9 de novembre de 1999  | Socorro              | LINEAR                           |
| 137562 - | 1999 VX95              | 9 de novembre de 1999  | Socorro              | LINEAR                           |
| 137563 - | 1999 VB96              | 9 de novembre de 1999  | Socorro              | LINEAR                           |
| 137564 - | 1999 VD100             | 9 de novembre de 1999  | Socorro              | LINEAR                           |
| 137565 - | 1999 VW101             | 9 de novembre de 1999  | Socorro              | LINEAR                           |
| 137566 - | 1999 VO104             | 9 de novembre de 1999  | Socorro              | LINEAR                           |
| 137567 - | 1999 VZ104             | 9 de novembre de 1999  | Socorro              | LINEAR                           |
| 137568 - | 1999 VW106             | 9 de novembre de 1999  | Socorro              | LINEAR                           |
| 137569 - | 1999 VJ108             | 9 de novembre de 1999  | Socorro              | LINEAR                           |
| 137570 - | 1999 VF109             | 9 de novembre de 1999  | Socorro              | LINEAR                           |
| 137571 - | 1999 VT110             | 9 de novembre de 1999  | Socorro              | LINEAR                           |
| 137572 - | 1999 VC112             | 9 de novembre de 1999  | Socorro              | LINEAR                           |
| 137573 - | 1999 VR113             | 4 de novembre de 1999  | Catalina             | CSS                              |
| 137574 - | 1999 VF120             | 4 de novembre de 1999  | Kitt Peak            | Spacewatch                       |
| 137575 - | 1999 VT121             | 4 de novembre de 1999  | Kitt Peak            | Spacewatch                       |
| 137576 - | 1999 VZ123             | 5 de novembre de 1999  | Kitt Peak            | Spacewatch                       |
| 137577 - | 1999 VW125             | 6 de novembre de 1999  | Kitt Peak            | Spacewatch                       |
| 137578 - | 1999 VN127             | 9 de novembre de 1999  | Kitt Peak            | Spacewatch                       |
| 137579 - | 1999 VH130             | 12 de novembre de 1999 | Kitt Peak            | Spacewatch                       |
| 137580 - | 1999 VO136             | 9 de novembre de 1999  | Socorro              | LINEAR                           |
| 137581 - | 1999 VV137             | 12 de novembre de 1999 | Socorro              | LINEAR                           |
| 137582 - | 1999 VE139             | 9 de novembre de 1999  | Kitt Peak            | Spacewatch                       |
| 137583 - | 1999 VE141             | 10 de novembre de 1999 | Kitt Peak            | Spacewatch                       |
| 137584 - | 1999 VK142             | 10 de novembre de 1999 | Kitt Peak            | Spacewatch                       |
| 137585 - | 1999 VJ145             | 9 de novembre de 1999  | Socorro              | LINEAR                           |
| 137586 - | 1999 VS145             | 9 de novembre de 1999  | Socorro              | LINEAR                           |
| 137587 - | 1999 VU146             | 12 de novembre de 1999 | Socorro              | LINEAR                           |
| 137588 - | 1999 VN147             | 13 de novembre de 1999 | Socorro              | LINEAR                           |
| 137589 - | 1999 VR149             | 14 de novembre de 1999 | Socorro              | LINEAR                           |
| 137590 - | 1999 VF151             | 14 de novembre de 1999 | Socorro              | LINEAR                           |
| 137591 - | 1999 VN153             | 11 de novembre de 1999 | Kitt Peak            | Spacewatch                       |
| 137592 - | 1999 VU153             | 13 de novembre de 1999 | Kitt Peak            | Spacewatch                       |
| 137593 - | 1999 VM158             | 14 de novembre de 1999 | Socorro              | LINEAR                           |
| 137594 - | 1999 VA161             | 14 de novembre de 1999 | Socorro              | LINEAR                           |
| 137595 - | 1999 VP161             | 14 de novembre de 1999 | Socorro              | LINEAR                           |
| 137596 - | 1999 VV161             | 14 de novembre de 1999 | Socorro              | LINEAR                           |
| 137597 - | 1999 VW161             | 14 de novembre de 1999 | Socorro              | LINEAR                           |
| 137598 - | 1999 VA164             | 14 de novembre de 1999 | Socorro              | LINEAR                           |
| 137599 - | 1999 VN164             | 14 de novembre de 1999 | Socorro              | LINEAR                           |
| 137600 - | 1999 VJ169             | 14 de novembre de 1999 | Socorro              | LINEAR                           |